# Mercenary
Mercenary er et dansk heavy metal-band fra Aalborg og stiftet i 1991.

## Medlemmer
- Martin Buus – Guitar
- Jakob Mølbjerg – Guitar
- René Pedersen – Bas og Vokal
- Martin Nielsen – Trommer

### Tidligere medlemmer
- Henrik "Kral" Andersen – Bas og Vokal
- Morten Sandager – Keyboard
- Rasmus Jacobsen – Trommer
- Signar Petersen – Guitar
- Nikolaj Brinkman – Guitar
- Jakob Johnsen – Trommer
- Mikkel Sandager – Vokal
- Mike Park Nielsen – Trommer
- Andreas Wolff Hansen - Bas
- Peter Mathiesen – Trommer

## Diskografi
- Domicile Demo (1993)
- Gummizild Demo (1994)
- Supremacy EP (1996)
- First Breath (1998)
- Everblack (2002)
- 11 dreams (2004)
- The Hours that Remain (2006)
- Retrospective (2006)
- Architect of Lies (2008)
- Metamorphosis (2011)
- Through Our Darkest Days (2013)
- Soundtrack For The End Times (2023)